# Гораждевац
Гораждевац (алб. Gorazhdec) је насељено место у Србији, у општини Пећ. Административно припада Косову и Метохији, односно Пећком управном округу. Према попису из 2024. било је 1.011 становника.

## Географија
Гораждевац је највеће српско село у Метохији. У насељу се налази и седиште СО Пећ и Пећког округа измештено после рата у покрајини 1999. године. До 1999. године постојала је и текстилна фабрика као пројекат фабрике у Пећи „ КОПЕКС“, али је од 2000. до 2008. године служила као база мировној мисији НАТО-а на Космету КФОР-у. Али од 2008. остала је пуста када су се војници КФОР-а преместили у највећу базу у Пећком округу у Белом Пољу. У селу сада се налази Дом здравља у коме се налази медицинско особље: доктор опште праксе, зубар, лаборант и неколико медицинских сестара. Налази се и Дом културе, ОШ „Јанко Јовићевић“, Гимназија „Свети Сава“ (измештена из Пећи), Економско-трговинска школа „Милева Вуковић“ (измештена из Пећи), Електро-техничка школа и Машинска Школа (такође измештене из Пећи), Пошта (под управом привремених власти из Приштине), полицијска станица (у којој се налазе полицајци КПС).

## Историја
Гораждевац се први пут помиње у повељи краља Стефана Првовенчаног издатој око 1220. године манастиру Жичи. По турском попису из 1485. године забележено је да у селу има 28 српских кућа, међу којима и дом српског попа. 
Село су у јуну 1988. посетили челници СР Србије и САП Косово, Петар Грачанин и Ремзи Кољгеци. Мештани су се жалили на продају кућа и имовине Албанцима и одсељавање породица, због чега је завладао страх. Рекли су и да немају воду, за разлику од околних села „у којима је иредента већ остварила свој циљ”.
Село је више пута било нападано од стране Албанаца, али увек безуспешно. Све до 13. августа 2003. године када су убили двоје, а ранили четворо деце док су се купала на импровизованој плажи реке Бистрице. Починиоци злочина нису пронађени. Напади на Гораждевац су били и 7. децембра 2015.
У селу постоје неколико извора пијаће воде, споменик страдалима у рату на Косову, и деци којој је пресечена младост на Бистрици.

## Становништво
Према попису из 1981. године место је било већински насељено Србима. Након рата 1999. године већина Срба није напуштала Гораждевац.
| Етнички састав према попису из 1981.‍ | Етнички састав према попису из 1981.‍ | Етнички састав према попису из 1981.‍ | Етнички састав према попису из 1981.‍ | Етнички састав према попису из 1981.‍ |
| ------------------------------------ | ------------------------------------ | ------------------------------------ | ------------------------------------ | ------------------------------------ |
|                                      |                                      |                                      |                                      |                                      |
| Срби                                 | Срби                                 |                                      | 1.038                                | 72,1%                                |
| Црногорци                            | Црногорци                            |                                      | 124                                  | 8,6%                                 |
| Албанци                              | Албанци                              |                                      | 113                                  | 7,8%                                 |
| Роми                                 | Роми                                 |                                      | 65                                   | 4,5%                                 |
| Муслимани                            | Муслимани                            |                                      | 60                                   | 4,2%                                 |
| Југословени                          | Југословени                          |                                      | 38                                   | 2,6%                                 |
| Укупно: 1.440                        |                                      |                                      |                                      |                                      |

| Етнички састав према попису из 2011.‍ | Етнички састав према попису из 2011.‍ | Етнички састав према попису из 2011.‍ | Етнички састав према попису из 2011.‍ | Етнички састав према попису из 2011.‍ |
| ------------------------------------ | ------------------------------------ | ------------------------------------ | ------------------------------------ | ------------------------------------ |
|                                      |                                      |                                      |                                      |                                      |
| Срби                                 | Срби                                 |                                      | 255                                  | 44,7%                                |
| Албанци                              | Албанци                              |                                      | 148                                  | 25,9%                                |
| Роми                                 | Роми                                 |                                      | 80                                   | 14%                                  |
| Египћани                             | Египћани                             |                                      | 59                                   | 10,3%                                |
| Бошњаци                              | Бошњаци                              |                                      | 26                                   | 4,6%                                 |
| Укупно: 570                          |                                      |                                      |                                      |                                      |

Број становника на пописима:
|             | \| Демографија[7] \| Демографија[7] \| Демографија[7] \| \| Година \| Становника \| Становника \| \| -------------- \| -------------- \| -------------- \| \| 1948. \| 889 \| \| \| 1953. \| 1.012 \| \| \| 1961. \| 1.235 \| \| \| 1971. \| 1.411 \| \| \| 1981. \| 1.440 \| \| \| 1991. \| 1.690 \| \| |            |
| Демографија | |            |
| Година      | Становника | Становника |
| 1948.       | 889 |            |
| 1953.       | 1.012 |            |
| 1961.       | 1.235 |            |
| 1971.       | 1.411 |            |
| 1981.       | 1.440 |            |
| 1991.       | 1.690 |            |

## Култура
У селу се налази најстарија црква брвнара у Србији, подигнута у 16. веку. Посвећена је Св. Јеремији. На иконостасу су сачуване двери из 16. века, а у цркви неколико икона, књига и свештених сасуда. Године 1926. у близини старе цркве је саграђена нова црква, посвећена Покрову Св. Богородице.
Покрај села протиче Пећка Бистрица, речица Бирка, и такозвани „јаз“ у коме се сваког 14. маја окупа већи део села због обичаја и дуговековне традиције, како би им заштитник села св. пророк Јеремија подарио плодну и здраву годину. Истог дана литије круже селом певајући песме о постојбини свог народа.
У Гораждевцу од 2000. године функционише једини српски медиј у Метохији који представља центар окупљања младих и информише српско становништво. Захваљујући КОСМА мрежи и осталих медијских партнера радио Гораждевац пласира информације из овог краја и у остале делове Србије и региона.

## Спорт
ФК Омладинац је основан 1966. Клуб је функционисао све до 1999, а наставио је са радом 2008. године. Највећи успеси клуба су шеснаестине купа СФР Југославије где је изгубио од ФК Борац Чачак резултатом 2:1 утакмици у Гораждевцу и учешће у трећој државној лиги.

## Познате личности
- Бојан Крстовић, српски кошаркаш